# روبرت جيمس (لاعب كرة قدم أمريكية)
روبرت جيمس (بالإنجليزية: Robert James)‏ هو لاعب كرة قدم أمريكية أمريكي، ولد في 7 يوليو 1947 في مورفريسبورو في الولايات المتحدة.

## وصلات خارجية
- روبرت جيمس على موقع مرجع كرة القدم المحترفة.كوم (الإنجليزية)